# Battling Nelson
Battling Nelson (właśc. Oscar Mattheus Nielsen, ur. 5 czerwca 1882 w Kopenhadze, zm. 7 lutego 1954 w Chicago) – duński bokser, zawodowy mistrz świata kategorii lekkiej.
Jako bokser był znany ze swojej nieustępliwości i odporności na ciosy. Dysponował też bardzo mocnym ciosem. Jego ulubionym uderzeniem był hak bity w okolice wątroby przeciwnika.
Urodził się w Kopenhadze, ale jako dziecko wyemigrował z rodzicami do Stanów Zjednoczonych i wychował się w Chicago. Pierwszą walkę zawodową stoczył w 1896. W 1904 pokonał m.in. Aurelio Herrerę i Young Corbetta II, a 20 grudnia tego roku zmierzył się w San Francisco z Jimmym Brittem o tytuł „białego” mistrza świata wagi lekkiej (mistrzem był czarnoskóry Joe Gans). Britt wygrał po 20 rundach na punkty. W 1905 Nelson ponownie pokonał Young Corbetta II, stoczył walkę no decision z Abe Attellem, a po dwóch kolejnych walkach znokautował Jimmy'ego Britta w 18. rundzie 9 września 1905 w Colma i odebrał mu mistrzostwo białej rasy w wadze lekkiej. W marcu następnego roku stoczył walkę no decision z Terrym McGovernem.

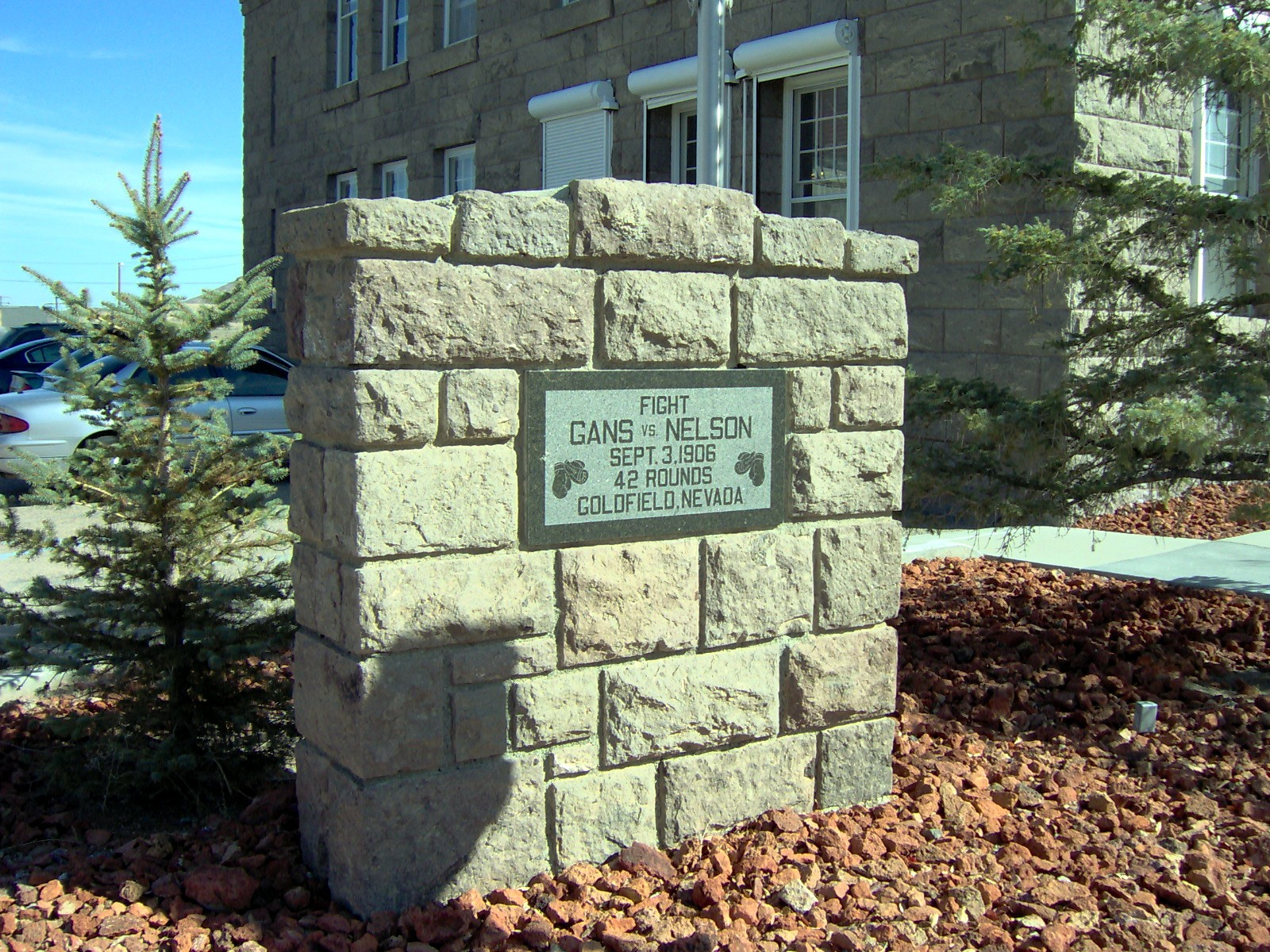
Tablica upamiętniająca walkę Gansa z Nelsonem w Goldfield

3 września 1906 w Goldfield w Nevadzie Nelson zmierzył się o tytuł uniwersalnego mistrza świata z Joe Gansem. Promotorem tego pojedynku był Tex Rickard. Gans dominował w walce, mając dwukrotnie Nelsona na deskach. W 33. rundzie Gans złamał prawą rękę, ale kontynuował pojedynek. Nelson nie widział na lewe oko i obficie krwawił, gdy w 42. rundzie celowo uderzył Gansa poniżej pasa i został zdyskwalifikowany. Był to najdłuższy pojedynek o tytuł mistrza świata w historii walk według Queensberry Rules.
Nelson stracił tytuł mistrza białej rasy 11 lipca 1907 po porażce na punkty z Brittem, a w 1908, po stoczeniu czterech walk (w tym no decision z Brittem i remisie z Attellem) zmierzył się 4 lipca w Colma w rewanżowej walce z Gansem. Tym razem Nelson zwyciężył przez nokaut w 17. rundzie i został nowym mistrzem świata. Zwyciężył Gansa również w kolejnej walce 9 września tego roku, tym razem przez nokaut w 21. rundzie. W tym czasie Gans odczuwał już skutki gruźlicy, na którą zmarł w 1910.
W obronie tytułu Nelson w 1909 wygrał przez techniczny nokaut z Dickiem Hylandem w 23. rundzie i z Jackiem Cliffordem w 5. rundzie. 13 lipca tego roku w Los Angeles stoczył walkę no decision z Adem Wolgastem, która zdaniem prasy wygrał Wolgast. Ponieważ jednak pojedynek nie zakończył się przed czasem, tytuł zachował Nelson. Po pokonaniu Eddiego Langa w styczniu 1910 Nelson ponownie zmierzył się z Wolgastem 22 lutego tego roku w Richmond. Stawką był tytuł mistrza świata. Pojedynek został zakontraktowany na 45 rund. Początkowo Nelson przeważał, ale później wskutek ciosów Wolgasta coraz gorzej widział. W 40 rundzie sędzia wstrzymał walkę ogłaszając zwycięstwo Wolgasta.
Nelson kontynuował karierę bokserską przez następne siedem lat. Wśród jego licznych walk można wymienić przegraną przez nokaut z Owenem Moranem w 1911 i walkę no decision z Adem Wolgastem w 1913, którą zdaniem prasy wygrał Wolgast. 17 kwietnia 1917 w Saint Louis Nelson spróbował odebrać Freddiemu Welshowi tytuł mistrza świata w wadze lekkiej w walce no decision, ale nie udało mu się pokonać czempiona przez czasem, Zdaniem prasy w tym pojedynku zdecydowanie przeważał Welsh. Była to ostatnia walka zawodowa Nelsona.
Później Nelsonowi się nie powodziło i zmarł w 1954 w biedzie. Został wybrany w 1992 do Międzynarodowej Bokserskiej Galerii Sławy.